# Montbavin
Montbavin è un comune francese di 43 abitanti situato nel dipartimento dell'Aisne della regione dell'Alta Francia.

## Società
.

### Evoluzione demografica
Abitanti censiti